# حامية الله أكبر (مقاطعة إسلام آباد غرب)
الله أكبر (بالفارسية: پادگان الله اکبر اسلام آباد غرب) هي قرية ومنشأة عسكرية تقع في كرمانشاه في إيران. يقدر عدد سكانها بـ 332 نسمة .